# Praetoria Augusta

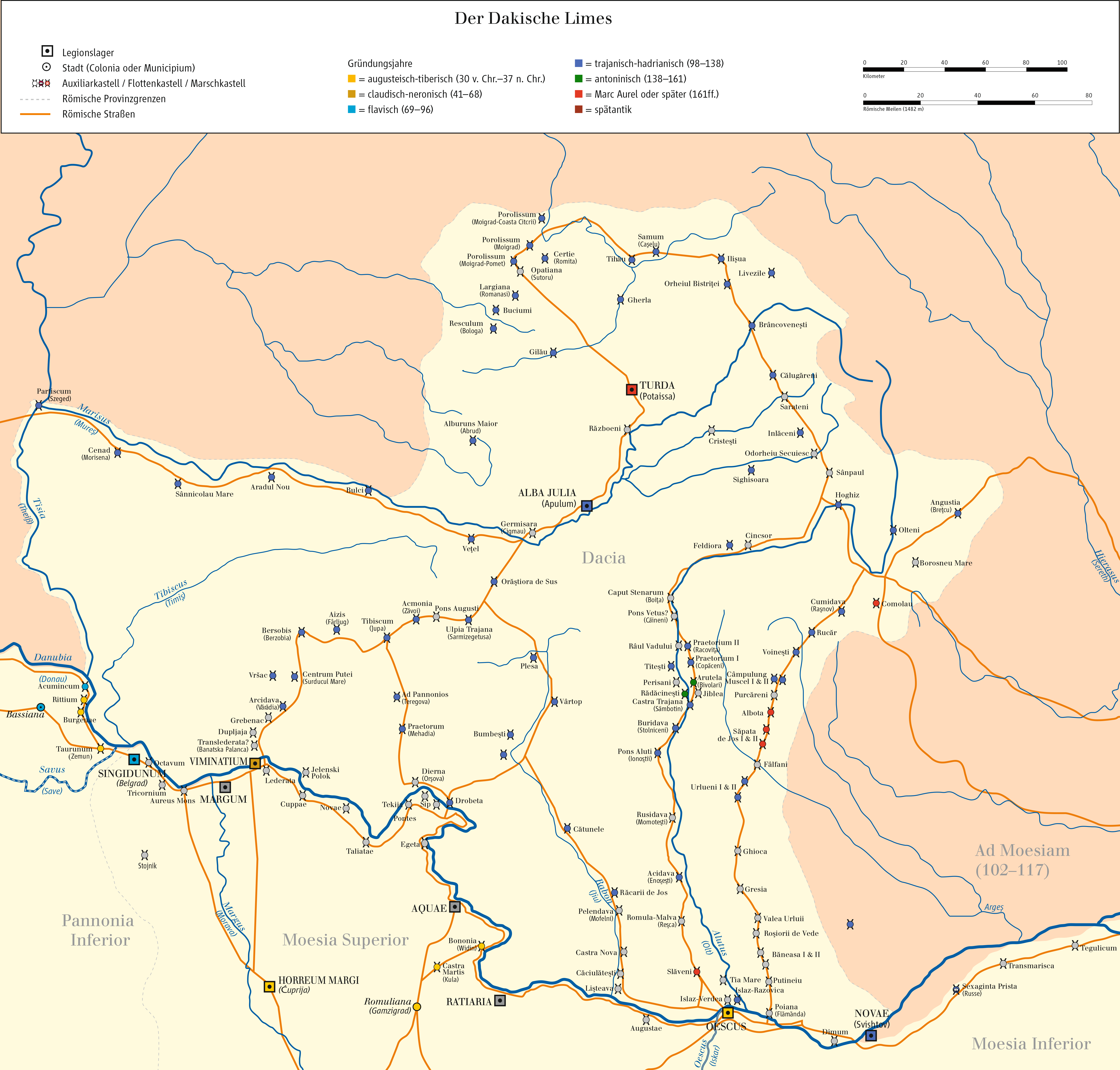
Die dakischen Limites

Praetoria Augusta war der antike Name des Kastells Inlăceni, eines römischen Hilfstruppenlagers auf dem Dorfgebiet von Inlăceni, Gemeinde Atid, Kreis Harghita in der rumänischen Region Siebenbürgen. Gemeinsam mit insgesamt 277 Stätten des Dakischen Limes wurde das Kastell Inlăceni 2024 zum UNESCO-Weltkulturerbe erhoben.

## Lage
Im heutigen Siedlungsbild liegt das Bodendenkmal nur wenige hundert Meter östlich des Dorfes Inlăceni in der Flur „Vir“. Die Relikte lassen sich im Gelände als Erhöhung mit rechteckigem Grundriss wahrnehmen. Topographisch befand sich das Kastell auf einer abfallenden Bergnase des Firtoshügels. In antiker Zeit hatte seine Besatzung die Aufgabe, zwei Übergänge über die Flüsse Târnava Mare und Târnava Mică zu kontrollieren.

## Archäologische Befunde
Bei den schon einige Zeit zurückliegenden, geringfügigen archäologischen Ausgrabungen unter der Leitung von Zoltán Székely (1947) und Mihai Macrea (1950) konnten zwei Bauphasen und eine Reparaturphase differenziert werden.

### Holz-Erde-Lager
Von diesem Lager sind nur die vermutlichen Umrisse von 140 m mal 142 m bekannt, was einer Grundfläche von knapp zwei Hektar entspricht. Das Kastell wurde in der frühen Okkupationszeit (106/110) errichtet. Als Stammeinheit diente die Cohors VIII Raetorum. Darüber hinaus ist in der Phase des Holz-Erde-Lagers auch noch die Präsenz einer Vexillation der Legio XIII Gemina durch Ziegelstempel nachgewiesen. Möglicherweise war sie als Bautrupp an der Errichtung des Lagers beteiligt.

### Steinkastell
Nicolae Gudea (1997) differenziert bei dem Steinkastell zwei verschiedene Bauphasen. Die erste Phase falle in die späthadrianische (117–138) oder antoninische (138–161) Zeit. Die zweite Phase, die er als Reparatur- oder Wiederaufbauphase charakterisiert, setzt er in der Zeit des Caracalla (211–217) an. Durch den Fund einer Bauinschrift konnte die Errichtung der vermutlich ersten Bauphase des Steinlagers in das Jahr 149 n. Chr. (beziehungsweise einen gewissen Zeitraum rund um dieses Jahr) datiert werden.

#### Umwehrung
Das Steinkastell hatte einen unregelmäßigen, viereckigen Grundriss mit abgerundeten Ecken (Spielkartenform). Die Achsen maßen 142 m mal 146 m, was einer bebauten Fläche von rund 2,1 ha entspricht. Die Kastellseiten waren nach den vier Himmelsrichtungen ausgerichtet. Umgeben war das Militärlager von einer, in Opus-incertum-Technik hochgezogenen, 1,30 m mächtigen Mauer. Die östliche, gegen den Hang gerichtete Mauer wurde zusätzlich durch einige Strebepfeiler verstärkt. Vor der Umwehrung verlief als Annäherungshindernis ein einfacher Spitzgraben. Die Kastellecken besaßen keine Türme, die insgesamt vier Tore waren von leicht vorspringenden Tortürmen mit einem Grundriss von 4,50 m mal 5,50 m flankiert.

#### Innenbebauung
Im Inneren des Kastells wurden drei größere Steingebäude freigelegt und dokumentiert. Bei dem ersten handelt es sich unzweifelhaft um die Principia, die jedoch einen vom üblichen Schema stark abweichenden Grundriss aufweist. Sie besteht nur aus einem rückwärtigen Gebäudetrakt und einer Basilika. Das gesamte Bauwerk hat auch ungewöhnliche Abmessungen, 26,50 m mal 35 m (= 927,50 m²), wovon 26,50 m mal 20,00 m (= 530 m²) auf die Basilika entfallen. Weiterhin ist auffällig, dass es nur vier rückwärtige Räume gibt, von denen die Aedes oder das Sacellum (Fahnenheiligtum) zweifelsfrei identifiziert werden konnte. Es befindet sich jedoch entgegen der gängigen Praxis nicht in der Mittelachse, sondern weicht davon einen Meter nach Süden ab. Auch sind die Räume seitlich des Fahnenheiligtums unproportional angeordnet. Während sich nördlich der Aedes zwei Räume von 4,90 m mal 4,70 m und 4,90 m mal 3,70 m befinden, gibt es auf der Südseite lediglich einen großen Raum von 4,90 m mal 9,00 m.
Zwei weitere Gebäude wurden noch von Nicolae Gudea (1997) als Horrea (Speichergebäude) angesprochen. Felix Marcu wies jedoch 2009 darauf hin, dass diese Zuweisung allein durch die Lage der Gebäude zustande gekommen sei und es keinerlei architektonische Elemente gäbe, die eine solche Bestimmung rechtfertigen würden. Ferner fiel ihm auf, dass die Achslage der Gebäude nicht der Achse der Principia und der Via Principalis (Lagerquerstraße) entsprach. Schließlich warf Marcu die Frage auf, warum zwei Gebäude, die doch eine gleichartige Funktion haben sollten, so unterschiedlich proportioniert worden seien. Während das östliche Bauwerk mit seinen Abmessungen von 20,00 m mal 13,00 m eine Fläche von 260 m² bedeckte und – folgt man dem Grabungsplan – dickere Mauern besaß, war das westliche Bauwerk mit Seitenlängen von 20 m mal 7,70 m nur 154 m² groß und wies deutlich dünneres Mauerwerk auf.

#### Truppen
Lange wurde im Anschluss an Nicolae Gudea angenommen, dass die Cohors VIII Raetorum noch zur Zeit des Holz-Erde-Kastells das Lager verlassen habe und durch die Cohors IIII Hispanorum ersetzt worden sei, die dann das Steinkastell erbaut habe. Durch den Fund der Bauinschrift des Steinlagers aus dem Jahr 149, in dem noch die alte Besatzungstruppe als ausführende Einheit auftritt, ist aber klar geworden, dass die Cohors VIII Raetorum noch mindestens bis zum Umbau des Steinlagers in Inlăceni verblieb und erst danach in das Kastell Teregova verlegt wurde.
Ab einem nicht genauer bekannten Zeitpunkt (frühestens 149 n. Chr.) diente dann die Cohors IIII Hispanorum als Stammbesatzung, die durch zahlreiche Inschriften belegt ist. Sie ist bis ins dritte Jahrhundert hinein mit den Beinamen
- Antoniniana[11] (211 bis 222),
- Severiana Alexandriana[12] (211 bis 222),
- Gordiana[13] (238 bis 244) und
- Philippiana[14] (244 bis 249)

bezeugt.
Darüber hinaus gab es noch epigraphische Funde der Cohors I Alpinorum, die in den benachbarten Lagern Kastell Sărățeni und Kastell Călugăreni
stationiert war und möglicherweise von dort – bei notwendigen Reparaturmaßnahmen oder anderen Arbeiten – Vexillationen zur Verstärkung der Garnison in Inlăceni entsandte.
Nur singulär war hingegen der Fund einer Inschrift der Cohors II Gallorum.

### Vicus
Westlich des Kastells erstreckte sich ein Vicus, die zivile Siedlung, die bei nahezu jedem römischen Militärlager anzutreffen ist und in der sich die Wohnquartiere der Angehörigen von Soldaten, der Veteranen, Handwerker, Händler, Schankwirte, Prostituierten und anderer Dienstleister befanden. Innerhalb des Vicus, nur etwa 60 Meter westlich des Militärlagers konnten die Thermen identifiziert und zum Teil untersucht werden.

## Limesverlauf
Zwischen dem Kastell Inlăceni und dem folgenden Kastell Odorheiu Secuiesc gibt es, rund 24 km bzw. 27 km Luftlinie ostsüdöstlich von Inlăceni und neun bzw. elf Kilometer ostnordöstlich von Odorheiu Secuiesc zwei nach Osten vorgeschobene Kleinkastelle, die offenbar die Aufgabe hatten, die nach Osten ins Barbaricum führenden Verbindungswege zusätzlich zu sichern.
| Nr.   | Name/Typ                  | Ort               | Beschreibung/Zustand |
| ----- | ------------------------- | ----------------- | --- |
| RO202 | Kastell Inlăceni          |                   | siehe oben |
| RO204 | Kleinkastell              | Satu Mare, Cekend | Vermutetes, quadratisches Kleinkastell mit einer Seitenlänge von 36 m und einem einzelnen Tor. Es ist nicht gesichert, dass das Bauwerk römisch ist.                             |
| RO205 | Kleinkastell              | Băile Homorod     | Die Steinstrukturen wurden teilweise in den 1970er Jahren ausgegraben. Die Authentizität der Fundstelle ist in Frage gestellt, da große Mengen Zement auf ihr abgelagert wurden. |
| RO203 | Kastell Odorheiu Secuiesc | Odorheiu Secuiesc | siehe Hauptartikel Kastell Odorheiu Secuiesc |

## Fundverbleib und Denkmalschutz
Die archäologischen Funde wurden den Museen Muzeul Judetean Covasna in Sfântu Gheorghe, Muzeul de Istorie a Transilvaniei in Cluj-Napoca und Muzeul Oräsenesc in Cristuru Secuiesc überlassen.
Die gesamte archäologische Stätte und im Speziellen das Kastell stehen nach dem 2001 verabschiedeten Gesetz Nr. 422/2001 als historische Denkmäler unter Schutz und sind mit dem LMI-Code HR-I-s-B-12670 in der nationalen Liste der historischen Monumente (Lista Monumentelor Istorice) eingetragen. Zuständig ist das Ministerium für Kultur und nationales Erbe (Ministerul Culturii şi Patrimoniului Naţional), insbesondere das Generaldirektorat für nationales Kulturerbe, die Abteilung für bildende Kunst sowie die Nationale Kommission für historische Denkmäler sowie weitere, dem Ministerium untergeordnete Institutionen. Ungenehmigte Ausgrabungen sowie die Ausfuhr von antiken Gegenständen sind in Rumänien verboten.